# سوادا گریگوریان
سوادا گریگوریان (ارمنی: Սևադա Գրիգորյան؛ زادهٔ ۱۳ سپتامبر ۱۹۵۹) یک نقاش اهل ارمنستان است.

## زندگی‌نامه
در ۱۳ سپتامبر ۱۹۵۹ در روستای کاراشن، استان سیونیک به دنیا آمد و از دانشگاه دولتی علوم پرورشی خاچاطور آبوویان ارمنستان  فارغ‌التحصیل گشت.   گریگوریان عضو اتحادیه نقاشان ارمنستان می‌باشد.

## نگارخانه

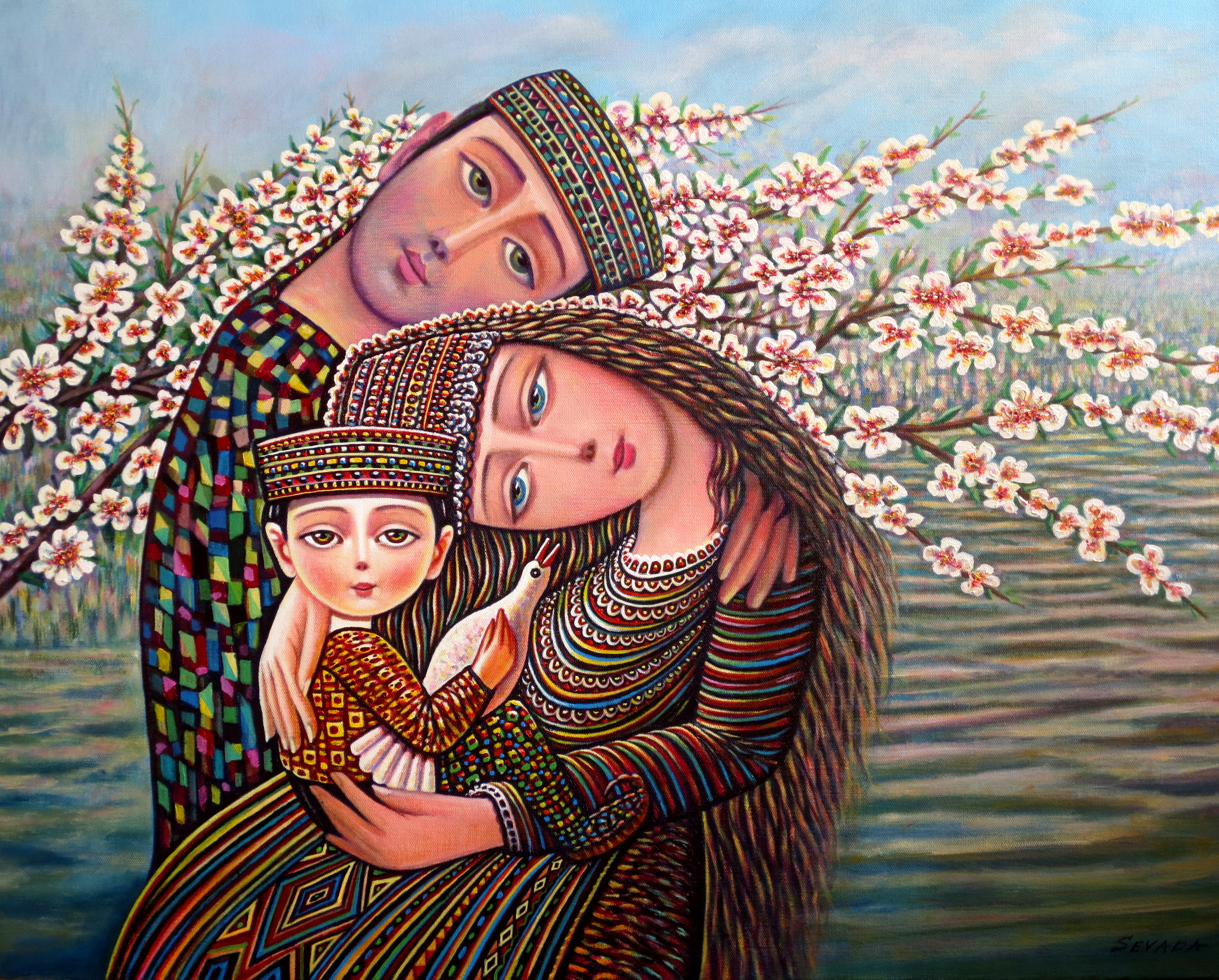